# Dörte’s Dancing
Dörte’s Dancing ist eine deutsche Filmkomödie der Rat Pack Filmproduktion und ProSieben Television aus dem Jahr 2008. Sie gehört zur Funny-Movie-Reihe, in der verschiedene Filme parodiert werden. Der Film bezieht sich direkt auf den 1980er-Jahre-Tanzfilm Dirty Dancing.

## Handlung
Dörte Brandt träumt schon ewig davon, so zu tanzen wie Baby und Johnny in ihrem absoluten Lieblingsfilm Dirty Dancing. Mit diesem Wunsch geht sie ihrer gesamten Umwelt auf die Nerven, aber ganz besonders ihrem Freund Jens, der absolut unromantisch ist und vom Tanzen nichts hält. Dennoch erfüllt er seiner Dörte ihren größten Wunsch und reist mit ihr nach Virginia zu den Originaldrehorten des Films.
Kaum in den USA angekommen, ereignet sich aber ein Autounfall, und plötzlich findet sich Dörte tatsächlich im Killerman’s Resort (Kellerman’s Resort) und damit mitten in der Handlung des Films wieder, und alle halten sie für Baby Mouseman (Houseman).
Auch Jimmy (Johnny), der mambotanzende Schwarm des Films fehlt nicht und Dörte verliert sich in ihren romantischen Vorstellungen von ihm. Leider läuft aber sonst nichts für Dörte wie in dem Film und so muss sie Nebenbuhlerin Ponnie (Penny) selber davon überzeugen, dass sie schwanger sei und nicht mit Jimmy tanzen könne. Der Plan klappt und tatsächlich beginnt Jimmy mit Dörte tanzen zu üben.
Währenddessen begibt sich Jens auf die Suche nach seiner Dörte und landet ebenfalls in der Filmwelt. Dort findet er sie in Jimmys Armen und glaubt sie schon verloren. Ihm bleibt nur eine Chance; er muss tanzen lernen und Jimmy damit den Rang ablaufen. Dabei kann ihm nur die eifersüchtige Ponnie helfen und auch die beiden beginnen ein Tanztraining.
Dörtes romantischer Abschlusstanz steht inzwischen auf dem Spiel. Jimmy will sich so gar nicht in sie verlieben und entpuppt sich auch als sehr viel realistischer als erwartet und zieht eine sichere Ausbildungsstelle der Tanzkarriere vor. Aber dann begegnen sich Jens und Jimmy und Dörtes Freund hat zunächst keinen anderen Gedanken als den vermeintlichen Nebenbuhler zu verprügeln. Schließlich entschließen sich beide doch zum Killerman’s Resort zurückzukehren und mit ihren jeweiligen Partnerinnen den berühmten Abschlusstanz zu (I’ve had) The Time of my Life zu tanzen. Dabei werden auch noch ein paar Einlagen aus anderen Tanzfilmen eingebaut.
Nach der finalen Hebefigur finden sich Dörte und Jens gemeinsam auf der Landstraße wieder, wo Dörte den Unfall hatte.

## Parodien
Filme/Serien:
- Dirty Dancing
- 8 Mile
- The Rocky Horror Picture Show
- Saturday Night Fever
- Footloose
- Pulp Fiction
- Blues Brothers
- Yentl
- Billy Elliot – I Will Dance

## Kritik
„Der Auftaktfilm zur vierteiligen „großen Film-Verarsche“ (Eigenwerbung) „Funny Movie“ ist so zutiefst unwitzig, dass es wehtut.“